# Facre Almulque ibne Amar
Facre Almulque Abu Ali ibne Amar (Fakhr al-Mulk Abu 'Ali ibn Ammar) foi o último cádi de Trípoli, de 1099 a 1109, antes que sua capital fosse tomada pelos cruzados. Era membro da família Banu Amar.

## Vida
Facre Almulque era sobrinho de Amim Adaulá Abu Talibe Haçane ibne Amar, o fundador da família dos Banu Amar que governaram Trípoli como cádis independentes. Tinha um irmão chamado Jalal Almulque Ali ibne Maomé, a quem sucedeu em 1099 no comando de Trípoli. Antes de falecer, seu irmão precisou lidar com os cristãos da Primeira Cruzada enquanto marchavam pelo território dos Banu Amar rumo a Jerusalém. Através de subornos e presentes, Jalal Almulque conseguiu inibir um ataque direto a Trípoli, bem como salvaguardou a posse da fortaleza de Arca, que foi cercada por meses.
Os cruzados capturaram Jerusalém em 15 de julho e elegeram Godofredo de Bulhão como governante da cidade. Ele morreu em 18 de julho e Dagoberto, patriarca de Jerusalém, reivindicou o governo, querendo transformar o nascente Reino de Jerusalém em teocracia. Pessoas próximas a Godofredo recusaram-se a fazê-lo e chamaram o irmão dele, Balduíno de Bolonha, então conde de Edessa. Mas esta vinda não satisfaz a todos e Tancredo da Galileia tentou bloquear seu caminho. Por sua vez, Ducaque, emir de Damasco, tentou emboscá-los com seus companheiros, perto de Biblos. Facre Almulque escolheu ajudar Balduíno, lhe recebeu em Trípoli e avisou sobre a emboscada de Ducaque. Deve ser dito que Buri Taje Almoluque, tenente de Ducaque e filho de Toguetequim, esteve ocupando por vários anos em nome de seu mestre Jabala, que era anteriormente dependente de Trípoli. Buri reinou como um tirano sobre Jabala, e a população se revoltou e chamou Facre Almulque, que a reconquistou em agosto de 1101.
Essa política de amizade com os francos terminou em 1102, quando Raimundo IV voltou sua atenção à região para construir um feudo. Tomou Tortosa em fevereiro de 1102, Biblos em abril de 1103 e sitiou Trípoli, que pretendia transformar na capital de seu futuro condado. Construiu uma fortaleza, o Monte Peregrino, que Facre Almulque tentou destruir durante uma surtida em 1104, mas sem sucesso. Raimundo morreu em fevereiro de 1105, mas sua morte não pôs fim ao cerco, que foi assumido por seu primo, o conde Guilherme-Jordão da Cerdanha. Não querendo apelar para Toguetequim, o atabegue de Damasco, com quem ainda está em desacordo, ou para o Califado Fatímida, que exigiria a suserania e talvez sua demissão, apelou para Soquemã ibne Ortoque, vencedor da Batalha de Harã, mas o último morreu de angina em Palmira enquanto liderava um exército de resgate.
O bloqueio da cidade estava cada vez mais intenso e o seu abastecimento cada vez mais difícil. Facre Almulque se apoderou de toda a comida para compartilhá-la com todos os habitantes e impôs que os ricos financiassem a defesa. Mas os citadinos viram suas riquezas se esvaindo, suas atividades comerciais paralisadas pelo cerco e alguns deles deixaram a cidade, juraram lealdade aos francos e indicaram-lhes por quais caminhos a cidade era abastecida. O bloqueio tornou-se total e o cádi, após pedir a extradição dos traidores, mandou assassiná-los (1106).
Na primavera de 1108, cansado de esperar a ajuda do sultão seljúcida Maomé I (r. 1105–1118), foi a Baguedade, escoltado por 500 cavaleiros e muitos criados carregados de presentes (final de março). Passou por Damasco, no contexto da morte de Ducaque por Toguetequim, que o recebe de braços abertos. Em Baguedade, o sultão o recebeu com grande alarde, mas preferiu resolver o problema de Moçul primeiro. Facre Almulque, de volta a Damasco em agosto, descobriu que Trípoli foi dada pelos notáveis, cansados de esperar, ao vizir egípcio Lavendálio, e ele foi forçado a se refugiar em Jabala. Os egípcios não puderam defender Trípoli, que foi tomada e saqueada em 19 de julho. No ano seguinte, Tancredo sitiou Jabala, que, mal abastecida, se rendeu em 23 de julho de 1109, mas deixou Facre Almulque partir livremente. Se retirou para Damasco, onde Toguetequim o recebeu e o hospedou e onde ele terminou seus dias.